# Love + War
Love + War è il secondo album in studio dei Lillian Axe, uscito nel 1989 per l'Etichetta discografica MCA Records.

## Tracce
1. All's Fair in Love and War (Blaze, Taylor) 5:57
2. She Likes It on Top (Blaze, Taylor) 3:56
3. Diana (Blaze) 4:46
4. Down on You (Blaze, Taylor) 4:24
5. The World Stopped Turning (Blaze, Taylor) 5:01
6. Ghost of Winter (Blaze) 6:19
7. My Number (Laffy, Lewis) 3:32 (Girl Cover)
8. Show a Little Love (Blaze, Taylor) 4:36
9. Fool's Paradise (Blaze, Taylor) 4:43
10. Letters in the Rain (Blaze) 4:25

## Formazione
- Ron Taylor - vocals
- Stevie Blaze - chitarra, tastiere, cori
- Jon Ster - chitarra, tastiere, cori
- Rob Stratton - basso, cori
- Danny King - batteria

### Altri musicisti
- Michael Dorian - tastiere